# Danila Izótov
Danila Serguéyevich Izótov –en ruso, Данила Сергеевич Изотов– (Ekaterimburgo, 2 de octubre de 1991) es un deportista ruso que compitió en natación, especialista en el estilo libre.
Participó en tres Juegos Olímpicos de Verano, obteniendo dos medallas, plata en Pekín 2008 (4 × 200 m libre) y bronce en Londres 2012 (4 × 100 m libre), y el cuarto lugar en Río de Janeiro 2016 (4 × 100 m libre).
Ganó siete medallas en el Campeonato Mundial de Natación entre los años 2009 y 2017, y siete medallas en el Campeonato Mundial de Natación en Piscina Corta, en los años 2010 y 2014.
Además, obtuvo cuatro medallas en el Campeonato Europeo de Natación, en los años 2010 y 2018, y nueve medallas en el Campeonato Europeo de Natación en Piscina Corta entre los años 2008 y 2013.

## Palmarés internacional
| Juegos Olímpicos                    | Juegos Olímpicos         | Juegos Olímpicos  | Juegos Olímpicos |
| Año                                 | Lugar                    | Medalla           | Prueba           |
| ----------------------------------- | ------------------------ | ----------------- | ---------------- |
| 2008                                | Pekín (China)            | Medalla de plata  | 4 × 200 m libre  |
| 2012                                | Londres (Reino Unido)    | Medalla de bronce | 4 × 100 m libre  |
| Campeonato Mundial                  |                          |                   |                  |
| Año                                 | Lugar                    | Medalla           | Prueba           |
| 2009                                | Roma (Italia)            | Medalla de plata  | 4 × 100 m libre  |
| 2009                                | Roma (Italia)            | Medalla de plata  | 4 × 200 m libre  |
| 2009                                | Roma (Italia)            | Medalla de bronce | 200 m libre      |
| 2013                                | Barcelona (España)       | Medalla de plata  | 4 × 200 m libre  |
| 2013                                | Barcelona (España)       | Medalla de bronce | 200 m libre      |
| 2013                                | Barcelona (España)       | Medalla de bronce | 4 × 100 m libre  |
| 2017                                | Budapest (Hungría)       | Medalla de plata  | 4 × 200 m libre  |
| Campeonato Mundial en Piscina Corta |                          |                   |                  |
| Año                                 | Lugar                    | Medalla           | Prueba           |
| 2010                                | Dubái (EAU)              | Medalla de oro    | 4 × 200 m libre  |
| 2010                                | Dubái (EAU)              | Medalla de plata  | 200 m libre      |
| 2010                                | Dubái (EAU)              | Medalla de plata  | 4 × 100 m libre  |
| 2014                                | Doha (Catar)             | Medalla de plata  | 200 m libre      |
| 2014                                | Doha (Catar)             | Medalla de plata  | 4 × 100 m libre  |
| 2014                                | Doha (Catar)             | Medalla de bronce | 100 m libre      |
| 2014                                | Doha (Catar)             | Medalla de bronce | 4 × 200 m libre  |
| Campeonato Europeo                  |                          |                   |                  |
| Año                                 | Lugar                    | Medalla           | Prueba           |
| 2010                                | Budapest (Hungría)       | Medalla de oro    | 4 × 100 m libre  |
| 2010                                | Budapest (Hungría)       | Medalla de oro    | 4 × 200 m libre  |
| 2018                                | Glasgow (Reino Unido)    | Medalla de oro    | 4 × 100 m libre  |
| 2018                                | Glasgow (Reino Unido)    | Medalla de plata  | 4 × 200 m libre  |
| Campeonato Europeo en Piscina Corta |                          |                   |                  |
| Año                                 | Lugar                    | Medalla           | Prueba           |
| 2008                                | Rijeka (Croacia)         | Medalla de oro    | 200 m libre      |
| 2009                                | Estambul (Turquía)       | Medalla de plata  | 100 m libre      |
| 2009                                | Estambul (Turquía)       | Medalla de plata  | 200 m libre      |
| 2010                                | Eindhoven (Países Bajos) | Medalla de oro    | 100 m libre      |
| 2010                                | Eindhoven (Países Bajos) | Medalla de oro    | 200 m libre      |
| 2010                                | Eindhoven (Países Bajos) | Medalla de bronce | 4 × 50 m libre   |
| 2010                                | Eindhoven (Países Bajos) | Medalla de bronce | 4 × 50 m estilos |
| 2013                                | Herning (Dinamarca)      | Medalla de oro    | 200 m libre      |
| 2013                                | Herning (Dinamarca)      | Medalla de plata  | 100 m libre      |